# Lappano
Lappano (Appàno in greco bizantino) è un comune italiano di 870 abitanti della provincia di Cosenza in Calabria. È situato alle pendici occidentali della Sila Grande, nei pressi del monte Santo Janni, a est di Cosenza. Il territorio comunale è compreso tra 196 e 1488 metri di altitudine.

## Storia
Una recente elaborazione degli studi sulla toponomastica del territorio di Lappano e la scoperta di alcuni frammenti epigrafici nello stesso territorio hanno fatto arretrare quanto meno in epoca romana il primitivo insediamento di questo paese pre-silano.
Tale ipotesi sembra doversi estendere anche a territori vicini; si fa, infatti, sempre più forte fra gli storici la convinzione di non poter condividere la rigidità temporale della tradizione erudita calabrese del XVI e del XVII secolo, secondo cui i casali di Cosenza sarebbero stati fondati nel IX secolo dai cosentini per cercare una difesa sulle colline dalle invasioni saracene.
È stata scartata l'origine botanica del nome Lappano (da “lappa”, pianta selvatica le cui foglie presentano delle terminazioni uncinate), perché il fitotoponimo avrebbe dovuto essere Lappeto o Lappato. Improbabile è pure un'origine greca del nome (come personale o anche come cosa), per la marcata romanizzazione del territorio cosentino sia a livello linguistico sia a livello toponomastico.
Considerato che i toponimi in –ano, indicanti in latino relazione o appartenenza, derivano generalmente da nomi e cognomi romani in –ius, si mette da parte anche Appianus, perché non supportato dal predetto suffisso. L'ipotesi più verosimile è che Lappano all'origine fosse un fundus o praedium appartenente a un L.(ucius) Appius – da cui Lappianum-Lappanum – o, più probabilmente, a un Appius – rapportabile anche al toponimo asufissato Appio, esistente nel Medioevo in Val di Crati –, il cui possesso diventa prima Appianum e successivamente, con la comparsa nel medioevo dell'articolo, lo Appiano-lo Appano-l'Appano-Lappano.
L'origine latina di Lappano sembra d'altra parte confermata da molteplici elementi che dimostrano la presenza di un insediamento romano in epoca antica. Si pensi soprattutto a reperti di quell'epoca presenti nel paese, come l'epigrafe scolpita su un tufo individuato nelle adiacenze della chiesa dell'Assunta nella frazione Altavilla. L'epigrafe, in cui si legge con chiarezza «hoc conditum est», potrebbe risalire all'età imperiale (II secolo d.C.).
Le fonti sull'alto Medioevo, già molto avare per le città più importanti e per tutta la Calabria, tacciono addirittura per questo paese. Le prime cedole della tassazione angioina, finalmente, ci restituiscono il primitivo insediamento inserito giuridicamente nel Giustiziariato di Val di Crati, che aveva capoluogo a Cosenza. Sulla base della tassa pagata dalla nostra comunità e di quella imposta a ciascun abitante del regno, si calcola per Lappano a quell'epoca una popolazione di 1 326 abitanti. Un paese di media consistenza, non un villaggio dunque, considerando la densità abitativa molto bassa del periodo. Anche indagando nel campo religioso, l'idea che ci si fa non è di un centro modestissimo, se si prendono in esame i documenti relativi alle “decime” del quattordicesimo secolo, da cui si evince che a Lappano «clerici sunt 13». A partire dai dati della tassazione angioina del 1275 i picchi massimi di popolazione si sono avuti nel 1595 con 271 fuochi (circa 1 355 abitanti) e nel 1911, quando si sono contate nel territorio comunale 1 527 persone. Le variazioni demografiche nei secoli non furono mai rilevanti, se non in coincidenza di grosse calamità naturali. Un notevole calo di abitanti si ebbe nel corso del 1656, quando anche Lappano fu interessata dalla terribile peste – l'evento fu particolarmente gravoso per Motta di Rovito –, che infestò tutto il Regno di Napoli. Notevoli decimazioni della popolazione si ebbero soprattutto in occasione di terremoti disastrosi. Il 27 marzo del 1638 crollarono buona parte delle case sia di Lappano sia di Altavilla, che poi fu completamente distrutta dal sisma del 1783. Abbastanza rovinosi furono pure i terremoti del 1854 e del 1870, a causa dei quali si dovette intervenire in entrambi i centri con importanti lavori di restauro delle chiese parrocchiali, notevolmente danneggiate. Anche il sisma del 1905 colpì gravemente Lappano e la sua frazione.
In epoca di dominazione angioina, fra le 21 baglive dipendenti da Cosenza, se ne annoverava una costituita da due unità abitative: il casale di Lappano e la motta di Corno (l'attuale Altavilla). Uniti giuridicamente nella bagliva, i due insediamenti avevano autonomia amministrativa ed anche ecclesiastica, essendo ciascuno provvisto di sede parrocchiale. La bagliva fu alternativamente denominata Lappano, poi Lappano e Corno, quindi solo Corno e, infine, ancora Lappano. La motta di Corno fu naturalmente dotata di un castello, di cui attualmente si possono osservare i ruderi in località Altavilla. L'ipotesi dell'origine normanna del medesimo castello, avanzata proprio in virtù del predetto toponimo, sembra oggi poter essere messa in discussione.
Come tutti gli altri cosiddetti “casali di Cosenza”, Lappano e Corno erano denominati “casali regi”, cioè dipendenti solo dal potere del Sovrano e in nessun tempo soggetti a baronia. A più riprese, nel 1596 e nel 1631, avevano resistito insieme con gli altri casali per non perdere il privilegio di appartenere al regio demanio, pagando ingenti somme di riscatto. Nel 1644, però, per esigenze erariali sempre più pressanti, la Corona non disdegnava di vendere al Granduca di Toscana i casali – compresi Lappano e Corno – che riuscivano a liberarsi del giogo feudale solo tre anni più tardi con la rivolta di Celico.
Accanto al privilegio generale di essere bagliva libera, Lappano ne può annoverare altri parziali elargiti sul piano fiscale da alcuni sovrani. La Regina Giovanna all'inizio del XV secolo aveva concesso alla comunità lappanese l'esonero di un'oncia per ogni colletta; tale concessione veniva ribadita da Alfonso il Magnanimo. Nonostante l'avversa resistenza del Tesoriere provinciale, dietro accorata supplica della popolazione fatta direttamente al sovrano, la bagliva di Lappano si vedeva confermare il privilegio anche da Ferdinando primo d'Aragona il 25 settembre 1464.
L'antico sigillo della bagliva si può ricavare dai dispacci del fondo “Voci di vettovaglie di Calabria Citra”, conservati nell'Archivio di Stato di Napoli. La forma ovale dello stesso suggerisce di collocarne la nascita tra il XVI e il XVII secolo, quando sia l'arte rinascimentale che quella barocca ripresero tale forma dall'antichità. Esso presenta un bordo in cui compare la scritta «s. unitatis Lappani», che sta per sigillum universitatis Lappani. Nel corpo del sigillo è raffigurata una croce (che rappresenta, oltre che la fede del popolo, un segno del potere spirituale misto a quello civile e politico), accompagnata ai lati del braccio verticale da due coppie di linee ondulate con al centro due elementi circolari (probabilmente indicanti i due casali che formavano la bagliva).
Durante la dominazione spagnola, nei secoli XVI e XVII, alle gravi difficoltà economiche della maggior parte della popolazione, sempre in balìa delle avversità naturali e dell'esosità fiscale praticata dalla corte vicereale, faceva riscontro l'eccessiva agiatezza di pochi gruppi familiari che detenevano il potere politico ed economico: si ricordano ad Altavilla i Malizia e i Greco, a Lappano i Guarano e i Percacciante. Fra le famiglie che emersero tra la fine del XVII e gli inizi del XVIII secolo, quando altre uscivano di scena o per errate scelte familiari o per trasferimento di residenza, furono, a Lappano, i Marra e gli Orsimarsi, del cui splendore i rispettivi palazzi sono ancora oggi efficaci testimoni.
Proprio alla famiglia Marra appartenevano due personaggi che illustrarono Lappano nel XVII secolo. Giorgio Marra, avuti a Lappano i nobili natali e lì trascorsa la sua fanciullezza, si dedicò agli studi universitari lontano dalla sua terra, conseguendo il titolo di «utriusque iuris doctor»; visse non poco tempo a Roma, diventando profondo conoscitore della lingua volgare del Lazio. Quando Alfonso Morelli fu creato arcivescovo di Cosenza, tornò in patria col grado di Teologo di quel Prelato, che gli conferì tre canonicati successivi nella cattedrale. Fra i suoi lavori messi a stampa, meritano particolare menzione due drammi: “Sancti Georgii Martyrium”, pubblicato presso Giovan Battista Robletto in Roma nel 1650, e “Martyris triumphus”, stampato da Ignazio Lazzari in Roma nel 1661.
Michele Marra fu operoso e zelante segretario del Principe di Girifalco. Amante della poesia ed egli stesso poeta, tradusse dallo spagnolo l'opera comica di Pedro Calderón de la Barca intitolata “con chi vengo vengo”, che pubblicò in Napoli presso Novello De Bonis, nel 1665.
Lappano non rimase estranea alle vicende che fecero seguito alla rivoluzione francese e già nel 1799 diversi suoi cittadini parteciparono alla rivolta antiborbonica che dalla capitale Napoli si estese a tutto il Regno, subendo poi la spietata vendetta del partito sanfedista. Successivamente soffrì conseguenze di una certa portata durante l'occupazione francese dal 1806 al 1809. Patì, infatti, non pochi danni nel corso del 1806, quando divampò la guerra civile fra sostenitori e oppositori delle truppe napoleoniche. La quiete era continuamente funestata da agguati, rappresaglie e incendi dolosi, a causa dei quali andò distrutto un importante archivio notarile lappanese. Il nuovo ordinamento amministrativo disposto dai transalpini con legge del 19 gennaio 1807 costituiva Lappano ed Altavilla Luoghi nel Governo di Celico. Il decreto del 4 maggio 1811, istitutivo dei comuni e dei circondari, creava nel circondario di Celico il comune di Lappano, con annesse le frazioni di Altavilla, Zumpano, Motticella e Rovella. Ritornati al potere, i Borboni mantennero in vita l'ordinamento amministrativo creato dai francesi, ma, nel riformarlo, promossero comune Zumpano al posto di Lappano, che diventava frazione insieme alle altre tre. Le difficoltà organizzative e le insistenti pressioni della popolazione spingevano i governanti a prescrivere con decreto del 14 luglio 1834 la «segregazione» da Zumpano di Lappano e Altavilla, formando un'unità comunale sotto il nome di Lappano. Il lungo e sofferto passaggio dal vecchio ordinamento feudale a quello moderno istituito dai francesi vedeva nascere dall'antica bagliva un moderno comune, che avrebbe festeggiato la riconquistata condizione di comunità libera il primo gennaio 1835. A partire da tale data, il primo sindaco fu Giuseppe Orsimarsi, che governò il Comune di Lappano fino al 1838.
Lappano diede un notevole contributo negli avvenimenti che prepararono l'unità d'Italia. Michele Marra di Lappano centro, Natale de Santis e Luigi Imbrogno di Altavilla furono valorosi patrioti e presero parte con passione ai fatti risorgimentali dal 1844 al 1860.
Giovanni Orsimarsi fu operoso patriota liberale e anch'egli partecipò al Risorgimento italiano negli anni che vanno dal 1844 al 1860. Consigliere e deputato provinciale dall'unità d'Italia fino alla sua morte, consigliere provinciale scolastico, presidente per più anni delle Opere Pie di Cosenza, presidente dell'ospizio dei trovatelli nella stessa città, cavaliere della Corona d'Italia, adempì con zelo ai suoi uffici, schierandosi sempre dalla parte dei più deboli e dei più bisognosi. Cessò di vivere a Cosenza negli anni settanta del 1800.

### Simboli

#### Stemma
L'insegna che viene adottata come gonfalone del Comune di Lappano è stata realizzata operando una scelta discrezionale entro un certo numero di «sommari schizzi» suggeriti dall'Ufficio Araldico della Presidenza del Consiglio dei Ministri, che ha provveduto ad abbinare ad alcuni simboli di base storica altri elementi già adottati per tutti i paesi italiani.
(D.P.R. 19 novembre 1999)

#### Gonfalone
Il drappo, di colore rosso, si presenta, dunque, come per gli altri comuni, di forma rettangolare, sfrangiato al bordo inferiore; esso reca nella parte superiore la scritta Comune di Lappano, sotto a questa la corona murale di tradizione repubblicana e nella parte inferiore la corona di alloro e quercia, frequente nell'estetica araldica moderna italiana.
Al centro del gonfalone, fra la corona murale e la corona floreale, compare lo stemma comunale.

##### Significato dei colori
L'oro rappresenta la giustizia, la gloria, la sovranità; il verde amicizia, cortesia, onore, vittoria, speranza; il rosso audacia, coraggio.

##### Storia e significato
L'emblema scelto non è la riproduzione fedele di uno stemma antico, ma deriva dall'elaborazione in chiave moderna dell'antico sigillo della Bagliva di Lappano, la cui impronta si può osservare nei dispacci del fondo Voci di vettovaglie di Calabria Citra, conservati nell'Archivio di Stato di Napoli (fra questi si segnala per chiarezza quello del 20 agosto 1795, a firma di «Giuseppe De Rose Sindaco» e «segno di croce di Antonio Siciliano eletto»).
Non si conosce né il momento preciso in cui la comunità lappanese decise di dotarsi del suddetto sigillo, né il suo significato.
La forma ovale dello stesso suggerisce di collocarne la nascita tra il XVI e il XVII secolo, quando sia l'arte rinascimentale che quella barocca ripresero tale forma dall'antichità. Si aggiunga, inoltre, che proprio in quell'arco di tempo le assemblee municipali cominciarono a prendere come emblemi dei paesi che amministravano oggetti allusivi all'orgoglio civico, alla sovranità e alla libertà di quelle comunità.
L'impronta che si ricava dal fascicolo d'archivio presenta un bordo o “giro” o “orlo” (pezza onorevole di secondo ordine), delimitato dal “campo” tramite un tratteggio di forma circolare a palline, all'interno del quale compare la scritta «s. unitatis Lappani». Tale iscrizione contiene le due abbreviazioni “sigillum” e “universitatis”, utilizzate, come spesso succedeva nei sigilli, per motivi di spazio. Essa si traduce, com'è ovvio, con «sigillo dell'università di Lappano», dove “università” sta chiaramente per “universitas civium”, e, in questo caso, indica la totalità dei cittadini di Altavilla (allora Corno) e di Lappano.
Nel corpo o “campo” del sigillo è raffigurata una croce (“pezza onorevole” di primo grado) così come descritta nella “blasonatura”, accompagnata ai lati del suddetto braccio verticale da segni non araldici. Essi sono costituiti da due coppie di linee ondulate e da due elementi circolari sistemati ciascuno all'interno delle suddette linee, simmetricamente rispetto al braccio maestro della croce. Al piede della croce, piantato in terra con radici stilizzate, si associa l'idea della fede del popolo, che si basa su fondamenta profonde. La croce dell'antico sigillo di Lappano, detta “latina” o del “Calvario” (cioè quella che ha il braccio verticale più lungo della traversa), allude alla tradizione dell'albero della croce, della Vita, della Salvezza che ritorna col sacrificio di Cristo.
La Croce è la figura araldica per eccellenza, in cui la maggior parte degli araldisti vedono concordemente un ricordo delle spedizioni di Terrasanta, anche se è opportuno ricordare che, considerata la grande diffusione di tale simbolo nelle armi, la sua introduzione negli stemmi di molti paesi, soprattutto dal XVI secolo in poi, è potuta avvenire per altre cause. Indubbiamente la devozione e la fede sono state cause importanti di affermazione, ma non bisogna scartare l'ipotesi di alcuni araldisti che vedono nella croce la spada del cavaliere, o di altri che la vogliono come emblema di vittoria, di libertà e di sovranità. Un segno, dunque, del potere spirituale misto a quello civile e politico.
I segni secondari non araldici sono di difficile interpretazione. Ciononostante sono state accuratamente vagliate alcune ipotesi basate sui dati storici oggi conosciuti e si è arrivati a una determinazione, tenendo presente il seguente elemento fondamentale di decisione: le figure e i simboli dei sigilli comunali non hanno soltanto un valore decorativo, ma spesso si presentano “parlanti” e tendono ad ammonire al rispetto delle tradizioni di un paese e a rivelare spontaneamente le caratteristiche salienti della vita di una comunità e, soprattutto, la sua condizione giuridica; riconducono, cioè, con immediatezza al paese che li utilizza.
Alla luce di tale indiscutibile argomento, si è pervenuti alla determinazione di riconoscere nei due elementi tondeggianti i due casali che componevano in quel periodo storico la Bagliva di Lappano e nelle due coppie di linee ondulate i due corsi d'acqua che delimitano il territorio lappanese (il Corno e il Travale), corsi d'acqua che tanta importanza rivestivano per la vita di quella comunità (si ricorda che l'acqua sin dall'antichità ha simboleggiato fecondità, fertilità e prosperità). Un impianto giuridico del paese, dunque, che vedeva due realtà abitative, economiche e sociali organizzate in armonica e perfetta simmetria rispetto all'autorità rappresentata dal simbolo della croce.
Consapevoli che l'elaborazione dei simboli su base storica comporta un procedimento di modifica e correzione del passato, ma convinti che un lavoro di recupero dei propri segni di identità sia un dovere per qualsiasi comunità, si è provveduto a produrre un moderno gonfalone in cui si trasformano alcuni elementi antichi (lo scudo assume la forma “sannitica”, scompaiono per motivi di snellezza gli elementi rappresentati dalle linee ondulate, i segni tondi diventano “gemme” ellittiche), senza far perdere i messaggi originari. Il gonfalone, infatti, nella sostanza rispetta la forte tradizione religiosa di Lappano e la memoria storica di una Bagliva composta da due casali e ricorda inoltre che oggi, alle radici del territorio, simboleggiate dalle radici della croce che figurano stilizzate nell'emblema, si afferma con forza una terza realtà sociale che parte dal Crati e arriva fino a Santo Stefano.

##### Relazione di accompagnamento all'adozione del gonfalone
La relazione storico-araldica che accompagna l'adozione del gonfalone del Comune di Lappano è stata elaborata da Maggiorino Iusi, da anni impegnato in una ricerca di ricostruzione di momenti storici della comunità lappanese.
Tale relazione ha tenuto principalmente conto di dati che derivano dalla suddetta ricerca, ma si è anche giovata del parere fornito al comune di Lappano dall'Ufficio araldico della Presidenza del Consiglio dei Ministri, nonché dei suggerimenti cortesemente offerti all'autore dal prof. Eduardo Mira (Direttore dell'Istituto spagnolo “Cervantes” di Napoli, Ordinario al dipartimento di Storia di Alicante in Spagna e al College d'Europa a Brugge in Belgio).

## Monumenti e luoghi d'interesse

### Architetture religiose
Nel territorio comunale di Lappano esistono quattro chiese, di cui due nel centro e due nella frazione di Altavilla.

#### Chiesa Monumentale di San Giovanni Battista

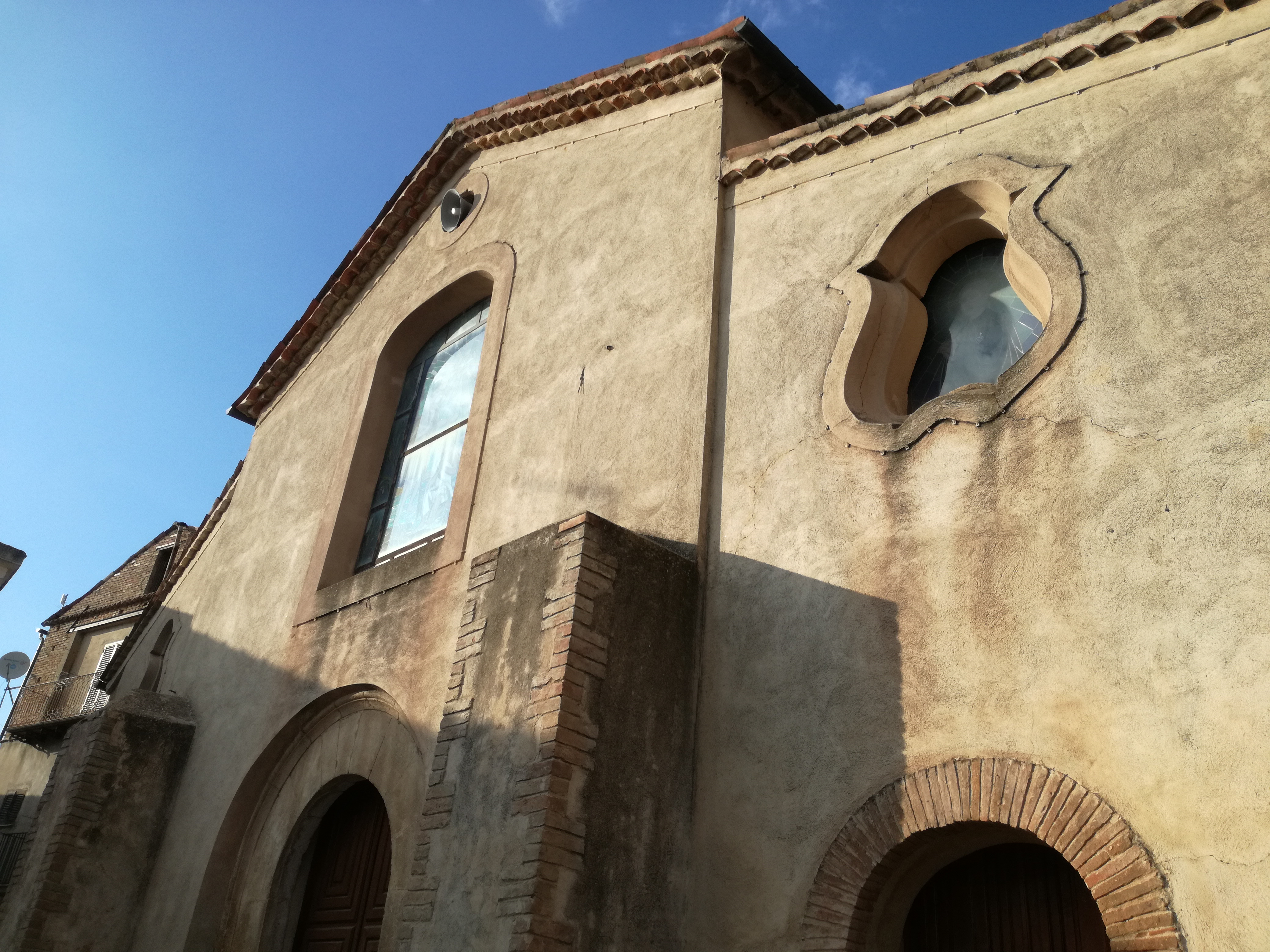
La facciata

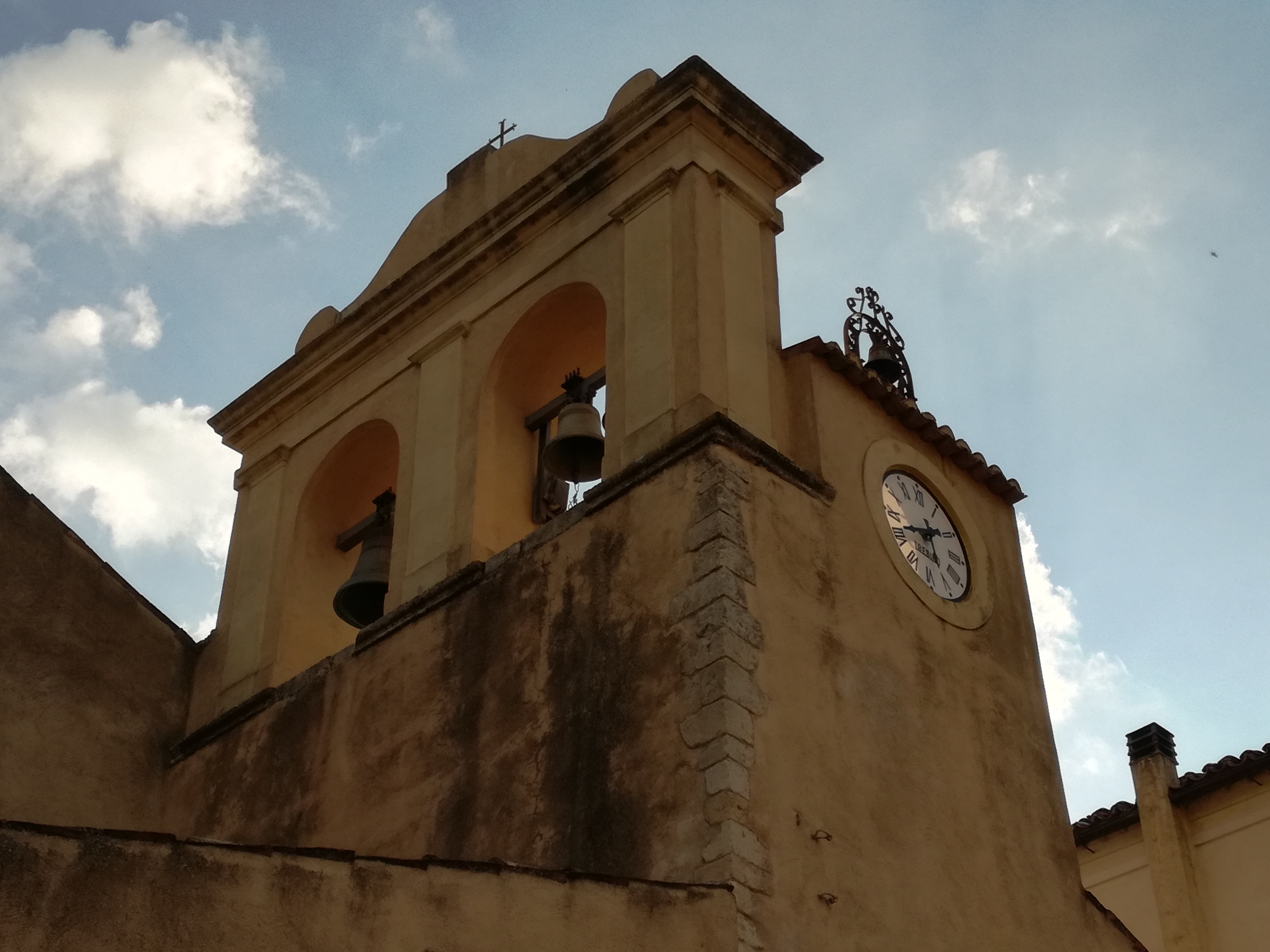
Il campanile

La chiesa di San Giovanni Battista è intitolata al santo Patrono del paese.
Fu costruita alla fine del XV secolo, armonizzandosi con l'architettura proporzionata e ordinata di case, stradine e scalinate della Lappano spagnola, di cui divenne il cuore e il riferimento. Di pianta rettangolare, presenta tre navate più o meno della stessa dimensione, divise fra di loro da adeguate colonne in tufo, sormontate da grandi arcate a tutto sesto. Il presbiterio è sollevato rispetto al piano della chiesa. Al tempo della fondazione della chiesa appartiene il particolare fonte battesimale. I restauri resisi necessari in conseguenza dei terremoti non ne hanno intaccato la struttura di base e la bellezza originaria. Le aggiunte e i rimaneggiamenti successivi alla sua erezione, infatti, sono stati tutti di elevata fattura architettonica e artistica, cosa che le ha consentito nel 1958 di essere proclamata monumento nazionale. Probabile opera di artisti roglianesi del XVII secolo è il sontuoso altare maggiore che si eleva sotto la cupola. Di stile barocco, è completamente costruito in legno intagliato e riccamente istoriato con tre dipinti, di cui quello centrale rappresentante San Giovanni che battezza Gesù nelle acque del Giordano. Sempre al XVII secolo risale la costruzione del soffitto della navata centrale, di legno a cassettoni. Di notevole esecuzione è anche l'altare della Madonna del Rosario, costruito nel 1748 nella navata di sinistra, alla cui estremità si erge l'altare di Santa Lucia, un tempo molto venerata dalla comunità lappanese. La navata di destra termina con l'altare della Madonna del Carmelo. Pure del Settecento è il pulpito in legno collocato in prossimità della gradinata.

#### Chiesa di Santa Maria delle Grazie
Non si conosce l'epoca della sua costruzione. Le fonti scritte attestano la sua esistenza alla fine del XVI secolo, il che corrisponde a quanto dice la tradizione orale, che la vuole costruita dagli spagnoli. Formata da una navata più grande e da una laterale più piccola, che dà l'idea di un corpo successivamente aggiunto, è intitolata alla Santa che la leggenda vuole avere preservato la popolazione lappanese dal grave terremoto del 1783. Nella navata piccola trova posto un altare dedicato a San Francesco di Paola. Al centro del soffitto della navata maggiore si può osservare, non più in perfette condizioni, un dipinto raffigurante Santa Lucia.

#### Chiesa di Santa Maria Assunta
Nella frazione di Altavilla. È incerta la data della sua fondazione che risale comunque al Medioevo. Nel 1596 conobbe un importante restauro, grazie al quale fu arricchita di cappelle e di altari laterali. Danneggiamenti a ripetizione dovuti ai terremoti e a restauri alquanto grossolani l'hanno via via privata delle sue più preziose caratteristiche e oggi si presenta quasi spoglia. Fino a qualche tempo fa vi si potevano ammirare un Crocifisso ligneo del XVI secolo, un magnifico altare pure in legno, un ricco candelabro pendente dal soffitto in mezzo alla navata unica e un preziosissimo organo di datazione imprecisata, posto su un soppalco – ora distrutto – sormontante l'ingresso. Riguardo alle strutture, all'interno, la sola cosa che si conserva del suo antico splendore è un arco tortile in tufo, inglobato nella parete di fondo, dietro il moderno altare. All'esterno è ancora apprezzabile un portale in tufo, modulato ad arco di trionfo dalle classiche proporzioni. I piedritti sono delimitati in basso dai plinti e in alto dai capitelli. Tre ghiere compongono l'arco a pieno centro, inscritto in una cornice contenente, simmetricamente rispetto al centro, due putti alati messi a ridosso della ghiera esterna. Tra la cornice e la cimasa è incisa un'epigrafe in lingua latina, che fissa al 1596 la data di costruzione del portale. Il sagrato della chiesa è situato su un terrazzo panoramico, sorretto da tre archi medievali in pietra a sesto acuto, databili alla fine del XIII secolo in concordanza con l'epoca di costruzione della motta di Corno.

#### Chiesa di Santa Maria della Neve
In Altavilla. Chiesa a navata unica, di piccole dimensioni. La prima attestazione risale al XVII secolo. Non vi si osservano opere di rilievo, se non un altare di metà ottocento.

## Società

### Evoluzione demografica
Abitanti censiti

### Tradizioni e folclore

#### Leggende

##### Il tesoro del castello
Vincenzo Padula riportava la seguente leggenda: «Ogni paese ha i ruderi di qualche castello. In Altavilla ve n'è uno dirupato e interrito. Vi è un tesoro legato. Per scioglierlo, bisogna un venerdì di marzo scannare un bimbo, un agnello e un gatto nero. Si conta che un sampetrese, che abitava nella casa di mastro Carmine Caruso nel quartiere Largo, invocò il diavolo e n'ebbe 3 monete quadre. Mancò alla parola, e il diavolo si presentò all'uscio.»

##### A funtana 'e malunume
Nella parte più alta del territorio del comune di Lappano nasce la fiumara denominata Corno. Proprio in quel punto un piccolo canale appositamente costruito dissetava, nei tempi antichi, chi andava e veniva dalla Sila per lavoro. In omaggio agli incontri erotici che si svolgevano in quel luogo di ristoro ad opera di segreti e, qualche volta, occasionali amanti, il nome della fontanella subiva una corruzione dialettale trasformandosi in a funtana du cunnu. In seguito, per evitare l'imbarazzo derivante da quel nome, in quei tempi non adatto a tutte le situazioni, fu dai più pudici ribattezzata a funtana 'e malunume.

## Infrastrutture e trasporti
Il comune è interessato dalle seguenti direttrici stradali:

## Amministrazione
Vi sono a Lappano 2 frazioni: Santo Stefano, che conta 210 abitanti, e Altavilla, con 171 abitanti.